# Božidar Šekularac
Božidar Šekularac (crnogorski: Божидар Шекуларац; Berane, 1944.), akademik, crnogorski povjesničar.
Doktorirao iz oblasti povijesnih znanosti na Filozofskom fakultetu u Zadru. 
Od 1982. godine radi u Istorijskom institutu Crne Gore, kasnije ravnatelj ove ustanove. Bio profesor na Filozofskom fakultetu u Nikšiću. 
Surađivao u brojnim časopisima. Dobitnik je Nagrade oslobođenja grada Berana. Član je DANU.
Važnija djela (naslovi kao u izvornicima):
- Dukljansko-zetske povelje (1987.)
- Tragovi prošlosti Crne Gore - srednjevjekovni zapisi i natpisi VIII-XVI vijek (1994.)
- Crnogorski anali (1996.)
- Žitije Sv. Petra Cetinjskog (1999.)
- Paštrovske isprave III (1999.)
- 500 godina Obodske štamparije (1999.)
- Dukljansko-crnogorski istorijski obzori (2000.)
- Crnogorski grbovnik (2006.)
- Crna Gora u doba Vojislavljevića (2007.)